# Otto Ohlendorf
Otto Ohlendorf (Hoheneggelsen, 4 febbraio 1907 – Landsberg am Lech, 7 giugno 1951) è stato un generale e agente segreto tedesco.
Egli fu membro delle SS, dove raggiunse il grado di SS-Gruppenführer (Tenente generale), e partecipò ai massacri operati dalle Einsatzgruppen in Unione Sovietica. Ohlendorf ricoprì inoltre il ruolo di capodipartimento all'interno del Reichssicherheitshauptamt (RSHA, Ufficio centrale per la sicurezza del Reich). Processato dopo la guerra dalle autorità statunitensi, fu trovato colpevole di crimini contro l'umanità, condannato a morte ed impiccato.

## Biografia

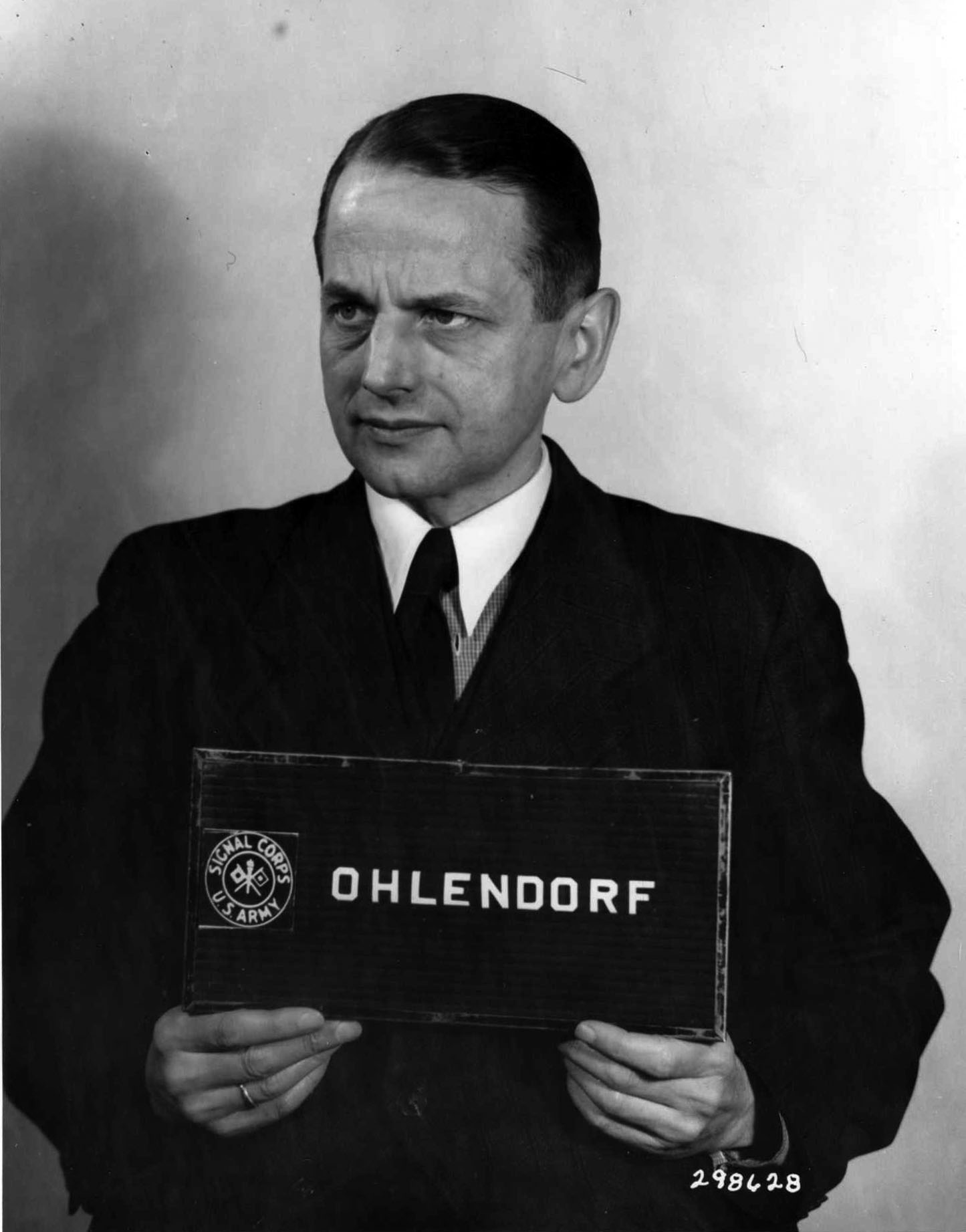

Nato in una famiglia di umili condizioni e di origini contadine  della Bassa Sassonia mostrò una buona attitudine allo studio che gli permise di frequentare il liceo a Hildesheim. Iscritto al Partito nazista dal 1925 l'anno successivo entrò a far parte delle SS. Ohlendorf studiò giurisprudenza e scienze politiche alle Università di Lipsia e di Gottinga dal 1928 al 1931. Successivamente trascorse un periodo di studio in Italia, presso l'Università di Pavia, dove ebbe anche modo di conoscere da vicino il regime fascista. 
Nel 1933 iniziò a collaborare al Kiel Institute for the World Economy e nel 1935 assunse un ruolo di responsabilità presso la Handelshochschule Berlin (che dal 1946 divenne la facoltà di economi dall'Università di Berlino, nel 1936 entrò a far parte del Sicherheitsdienst (SD, Ufficio per la sicurezza del Reich) come referente per l'economia.
Nel 1939 gli venne assegnata la direzione della sezione HA II / (territori tedeschi) fino a quel momento guidata da Reinhard Höhn. Nel settembre del 1939 divenne responsabile della sezione III del neocostituito Reichssicherheitshauptamt, posizione che ricoprì fino al 1945. Compito della sezione era la sorveglianza della popolazione tedesca e di eventuali movimenti di opposizione al regime.
In seguito all'invasione tedesca della Russia, nel giugno 1941 gli fu assegnato il comando dell'Einsatzgruppe D aggregato al Gruppo d'armate Sud e operativo nell'Ucraina meridionale e nel Caucaso. Il compito iniziale delle Einsatzgruppen era quello di eliminare i commissari politici aggregati all'Armata Rossa ma ben presto la lista degli obiettivi incluse ebrei roma e sinti che vennero equiparati a funzionari bolscevichi e eliminati in massa.
Mantenne questa carica fino al giugno del 1942, fra i massacri più notevoli della Einsatzgruppe D , vi furono quelli di Nikolaev (18.000 Ebrei), e di Simferopol (14.300 Ebrei); meno ingenti quelli di Krivoj Rog, e di Herson (8.000 Ebrei).
Come Ohlendorf affermò nel corso del processo di Norimberga l'Einsatzgruppe sotto il suo comando si rese responsabile della morte di circa 90.000 persone uccise mediante l'uso di armi da fuoco e - spesso, però non sempre - sepolte in grandi fosse comuni. Per esempio, a Kerch, le salme rimasero insepolte. Grande paradosso, non il primo quando si ha a che fare con il Terzo Reich, è che riferì al suo capo, il Reichsführer-SS delle SS Heinrich Himmler, che i suoi uomini riportavano seri problemi psicologici ad uccidere gli ebrei mediante le fucilazioni; essi, a sua detta, perdevano ogni senso di rispetto per la vita e cadevano soventemente in depressioni che sfociavano in suicidi.
Chiese così a Himmler di trovare un metodo più umano per effettuare le uccisioni di massa, che comportasse minore stress per i boia. Per questo ed altri motivi si arrivò allo sterminio industriale nei campi di concentramento.
Questo cambiamento nella procedura di uccisione gli fece perdere il lavoro e passò gli anni dal 1942 alla fine della guerra presso il ministero dell'economia tedesco.
Venne catturato nel maggio del 1945 dagli Alleati interrogato dai britannici fu un testimone determinante nei processi di Norimberga, nel 1947/48 fu uno dei 23 imputati nel processo agli Einsatzgruppen a Norimberga. Giudicato colpevole della morte di 90.000 persone, per la maggioranza ebrei, fu condannato a morte nell'aprile del 1948. L'esecuzione ebbe luogo nel giugno del 1951.
Fu presente in non poche azioni dei propri Einsatzkommando, e preferiva utilizzare una gran massa di proiettili da una certa distanza, piuttosto che il colpo alla nuca, a bruciapelo.
Derise i giudici del processo, con la frase: "Con le migliaia di persone che hanno fatto parte delle Einsatzgruppen, processati solo 23; e condannati a morte, solo 12? Farsesco!".